# Христомир Брънзов
Христомир Тодоров Брънзов е български метеоролог, професор.

## Биография
Роден е на 23 ноември 1954 г. в София. През 1979 г. завършва специалност Физика на Земята, атмосферата и космоса с квалификация метеоролог във Физическия факултет на Софийския университет. Работи по разпределение в Управление „Борба с градушките“. След спечелване на конкурс, от 1980 до 1983 г. е редовен аспирант в катедра „Експериментална физика на атмосферата“ в Ленинградския хидрометеорологичен институт, СССР. Дисертацията му е на тема „Исследование физического зффекта воздействия на градовые процессы на основе результатов измерений и физикоматематического моделирования“. Негов научен ръководител е проф. Л. Г. Качурин. Защитава дисертационния си труд една година предсрочно и се връща на работа в Дирекция „Борба с градушките“, където работи до края на 1987 г. Последователно заема длъжностите заместник-директор по „Инженерно-внедрителска дейност“, ръководител на „База за внедряване и развитие“, специалист по „Физическа
ефективност“. От 1987 до 1991 г. е н.с. I ст. в Научноизследователския сектор на Софийския университет. През 1991 г. се хабилитира като ст.н.с. II ст. във Физическия факултет на Софийския университет. От ноември 1991 г. работи в Националния институт по метеорология и хидрология при Българската академия на науките (НИМХ-БАН) като ст.н.с. II ст., ръководител на секция, заместник-директор на НИМХ и директор на департамент. Директор е на департамент „Физика на атмосферата и екология“ и ръководител на секция „Приложна метеорология“. Генерален директор е на НИМХ.
От 1997 г. е избиран за член на Научния съвет на НИМХ. От 1999 г. е избиран за член на Общото събрание на БАН и член на „Финансово-икономическата комисия“ на Общото събрание на БАН. От 1998 г. е експерт, а от 2001 г. – член на Комисията по прибори и методи на измервания на Световната метеорологична организация. Член е на Съюза на физиците в България и на Европейската асоциация на науките за замърсяване на атмосферата.
Автор е на монографията „Метеорология за индустрията“ (2011).